# DSLAM

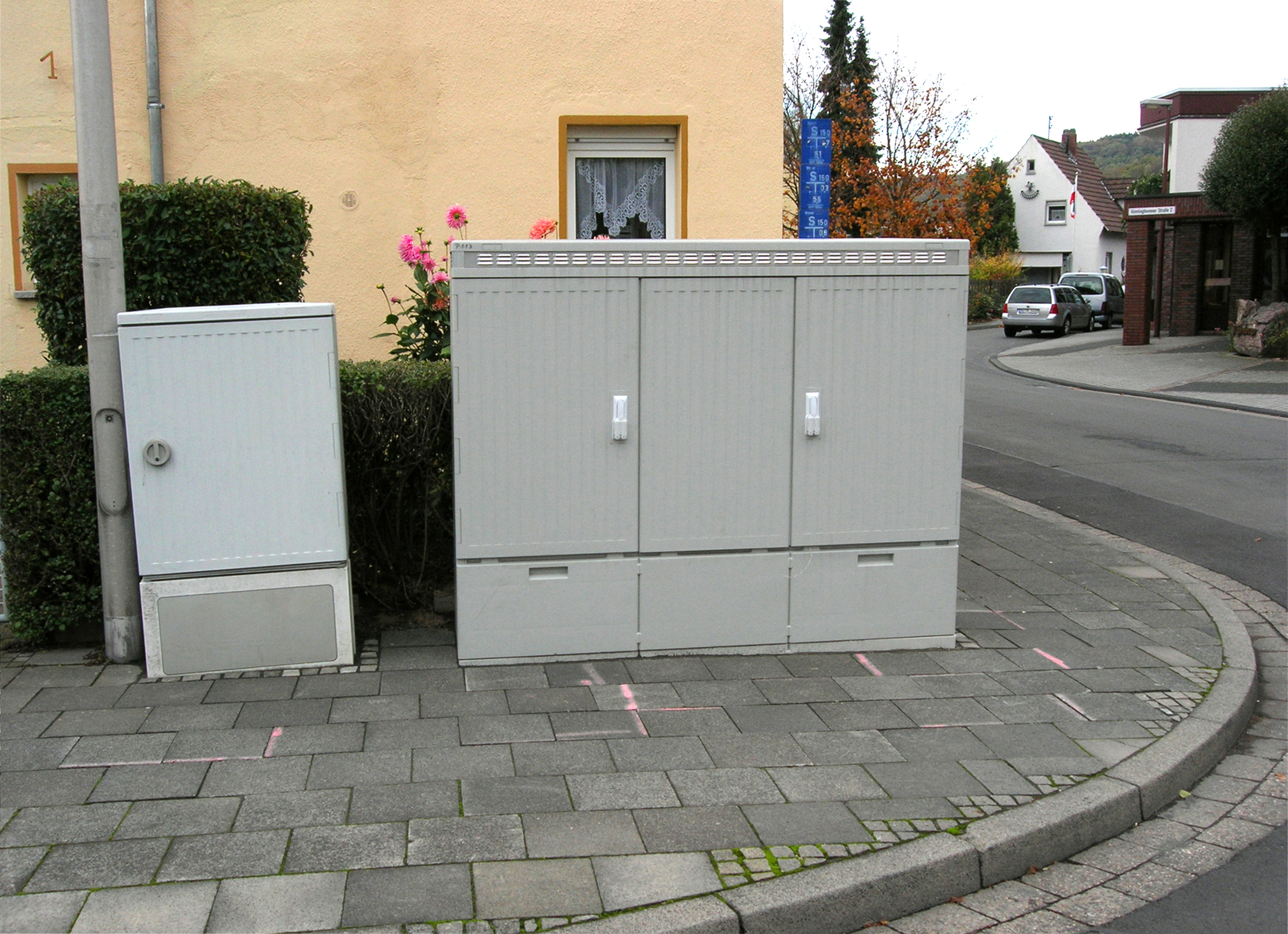
Vista exterior d'una estació DSLAM

DSLAM (pronunciat “deslam”) —sigles angleses de Digital Subscriber Line Access Multiplexer, és a dir, multiplexor d'accés digital a la línia d'abonat— és el mecanisme a través del qual una companyia de telèfon ofereix transmissió de dades d'alta velocitat sobre línies de coure ja existents des de la seva central als usuaris de connexions DSL. Aquest mecanisme separa els senyals de veu dels de dades i controla i dirigeix el trànsit de les línies DSL entre l'equip final de l'usuari (encaminador, mòdem…) i la xarxa de servei del proveïdor.

## Detalls pel que fa al maquinari
Els usuaris es connecten al DSLAM mitjançant mòdems o encaminadors DSL, els quals estan connectats a la xarxa PSTN (Public switched telephone network, és a dir, xarxa telefònica commutada (XTC) mitjançant les típiques línies telefòniques de cable parell trenat.
Cada DSLAM té un conjunt de targetes de connexió, cadascuna de les quals té diferents ports als quals van connectades les línies dels usuaris. Normalment aquestes targetes solen haver de l'ordre de 24 ports, però aquest valor pot variar depenent del fabricant.
Pel que fa a l'equipament, els DSLAMs més comuns contenen:
- Convertidors.
- Xassís del DSLAM (normalment alimentat a -48 V DC).
- Targetes de connexió.
- Cablejat.
- Enllaços de pujada (upstream links). Normalment les tecnologies més utilitzades són Gigabit ethernet o fibra òptica.

## Funcionament
El DSLAM, que es troba a la central telefònica, s'encarrega de recollir els senyals digitals que li arriben dels diferents ports i, mitjançant la multiplexació, els fusiona convertint-los en un de sol.
Aquest senyal, llavors, es carrega a un equip de commutació central viatjant a través d'una xarxa d'accés (coneguda també com a Network Service Provider (NSP)) a velocitats de fins a 1 Gbit/s i connectant-se a Internet.
Depenent del producte, els multiplexors DSLAM poden connectar línies DSL amb alguna combinació d'ATM, frame relay o xarxes d'Internet. També cal tenir en compte que, des de la perspectiva d'un encaminador, el multiplexor DSLAM actua com una immensa xarxa de commutació perquè el seu funcionament és bàsicament la capa 2.
Però, a més a més, el DSLAM és un conjunt gran de mòdems, cada mòdem de la targeta de connexió es comunica amb el mòdem DSL de l'usuari. Aquesta funció de mòdem s'implementa normalment dins del DSLAM en comptes de ser maquinari per separat; a més de ser de banda ampla. Té la capacitat de provar la línia i intentar compensar els possibles ecos i interferències per poder moure les dades a la màxima velocitat que la línia permet. Per això aconsegueix un rang més gran que el que té el parell balancejat d'Ethernet.

## La trajectòria de les dades
En el viatge de les dades, hi ha diferents etapes:

### Etapa 1: L'enviament de les dades
1. La font(residencial o comercial): El mòdem DSL connectat a l'ordinador de l'usuari.
2. El bucle local: El cablejat (fet per la companyia de telèfon) des de la casa de l'usuari fins a la central telefònica (també anomenada last mile.
3. Main distribution frame (MDF): Connecta les línies externes amb les internes. Normalment s'utilitza per connectar línies privades o públiques que estan entrant a un edifici amb xarxes internes. En una central de telecomunicacions, el MDF normalment es troba a prop als cables de tensió i al commutador de circuits.
4. DSLAM: Dispositiu de la central telefònica per al servei DSL. Barreja el trànsit de veu i de DSL a la línia DSL de l'usuari, de manera que envia els senyals de dades upstream cap a la xarxa portadora més apropiada; i els senyals de veu els envia cap al commutador de veu (commutador de circuits).

### Etapa 2: El retorn de les dades
1. Des del DSLAM a la central telefònica, el senyal netejat de senyals DSL (hem enviat les dades DSL per una altra xarxa de manera que ara només ens queda el senyal de veu) viatja a través del MDF al commutador de circuits de manera que l'usuari pugui tenir un altre cop servei telefònic.

## Velocitats de transmissió
DSLAM es basa en l'ús de parell trenat, el qual presenta més atenuació a freqüències altes. De manera que com més distància hi hagi entre l'usuari i el multiplexor DSLAM, la velocitat de transmissió serà més petita.
Així, depenent de la distància, podem tenir les següents velocitats de transmissió de dades:
- 25 MG (0.3048 km).
- 24 MG (0.6096 km).
- 23 MG (0.9144 km).
- 22 MG (1.2192 km).
- 21 MG (1.524 km).
- 19 MG (1.8288 km).
- 16 MG (2.1336 km).

## Altres característiques
El multiplexor DSLAM també ofereix l'habilitat d'etiquetar el trànsit VLAN quan passa des dels usuaris als encaminadors d’upstream. A més suporta algunes característiques de Qualitat de Servei (QoS) com contenció, qües de prioritat...
Cal tenir en compte també que alguns d'aquests DSLAMs ofereixen servei de tallafocs com, per exemple, els paquets de filtratge.

## Aplicacions
A part de ser una connexió és molt utilitzada sobretot amb packs Triple-play, els DSLAMs també són molt utilitzats per hotels, veïnats residencials, cases de camp, i altres corporacions per la seva pròpia línia telefònica.